# Konsonant

Artikulationsorte:
1. exolabial 2. endolabial 3. dental 4. alveolar 5. postalveolar 6. präpalatal 7. palatal 8. velar 9. uvular 10. pharyngal 11. glottal 12. epiglottal 13. radikal 14. posterodorsal 15. anterodorsal 16. laminal 17. apikal 18. sublaminal

Unter einem Konsonanten (von lateinisch [litera/littera] consonans ‚mitlautender [Buchstabe]‘, zu con ‚mit‘ und sonare ‚tönen‘; auch Mitlaut, Mitlauter oder Mitstimmer) versteht man einen Sprachlaut, dessen Artikulation eine Verengung des Stimmtraktes beinhaltet, sodass der Atemluftstrom ganz oder teilweise blockiert wird und es zu hörbaren Turbulenzen (Luftwirbelungen) kommt.
Die Konsonanten des Deutschen gliedern sich in die Gruppe der Obstruenten (Plosive, Frikative, Affrikaten) und die Gruppe der Sonoranten (Liquide/Laterale, Nasale), dazu kommt der Halbvokal oder Halbkonsonant /⁠j⁠/.
„Konsonanten“ im genauen Sinne des Wortes sind konsonantische Laute, also Phone: Einheiten der gesprochenen Sprache. Buchstaben der geschriebenen Sprache wie K, P, T, S, N sind Konsonantenbuchstaben, sie werden im allgemeinen Sprachgebrauch aber oft auch einfach „Konsonanten“ genannt.

## Allgemeines
Sprachlaute bestehen aus Luftdruckwellen, die aus der Mund- und Nasenhöhle ausgestoßen werden. Konsonanten sind hierbei Laute, bei denen der ausgeatmete Luftstrom an einer der Artikulationsstellen wie Gaumen, Lippen, Zähne gehemmt wird. Beispielsweise entsteht bei den Reibelauten der als Konsonant hörbare Effekt durch die Einengung des Luftstroms. Bei den Verschlusslauten wird der Luftstrom kurzzeitig ganz unterbrochen, und bei der plötzlichen Freigabe der Blockade entsteht eine hörbare Turbulenz. Die Artikulation von Konsonanten kann jeweils ohne Einsatz der Stimme (stimmlos) oder von Stimmgebung begleitet (stimmhaft) erfolgen.
Vokale unterscheiden sich im Sonagramm von Konsonanten vor allem durch ihre deutliche Formantenstruktur. Vokale befinden sich eher in einem tieferen Frequenzbereich, die Konsonanten in einem höheren.
Konsonanten werden somit durch drei artikulatorische Eigenschaften genauer beschrieben: Stimmhaftigkeit (siehe auch den Artikel Menschliche Stimme), Artikulationsort und Artikulationsart (im Folgenden erläutert).

### Artikulationsort
Der Artikulationsort ist ein Merkmal von Konsonanten, das die Lage der artikulatorischen Engstelle bezeichnet, also meist die Stelle, an die sich ein bewegliches Artikulationsorgan zur Bildung einer Verengung annähert.
Man kann Konsonanten aber auch umgekehrt nach dem jeweiligen beweglichen Artikulator einteilen. Der flexibelste und wichtigste Artikulator ist die Zunge, so dass die Mehrzahl der Artikulator-Merkmale auf die verschiedenen Teile der Zunge zurückgehen. Beispielsweise bildet beim /⁠k⁠/ wie in Karte der Zungenrücken (lat. dorsum) den Verschluss mit dem Velum, weswegen man das /⁠k⁠/ (neben seinem Artikulationsort „velar“) auch als dorsalen Laut bezeichnen kann.
| Bezeichnung  | Artikulator  | Artikulationsort    |
| ------------ | ------------ | ------------------- |
| Bilabial     | Unterlippe   | Oberlippe           |
| Labiodental  | Unterlippe   | obere Schneidezähne |
| Dental       | Zungenblatt  | obere Schneidezähne |
| Alveolar     | Zungenspitze | Zahndamm            |
| Postalveolar | Zungenblatt  | harter Gaumen       |
| Retroflex    | Zungenspitze | harter Gaumen       |
| Palatal      | Zungenrücken | harter Gaumen       |
| Velar        | Zungenrücken | weicher Gaumen      |
| Uvular       | Zungenrücken | Zäpfchen            |
| Pharyngal    | Zungenwurzel | Rachenwand          |
| Glottal      | Stimmbänder  | Stimmbänder         |

### Artikulationsart
Die Artikulationsart gibt an, was für eine Art von (funktioneller) Engstelle gebildet wird bzw. wie die Atemluft an ihr vorbeiströmt.
Zu beachten ist hierbei, dass „nasal“ eine Artikulationsart ist und nicht als Ort zählt: Bei Nasalkonsonanten liegt der Verschluss im Mundraum, das Entweichenlassen durch die Nase ist die Art, wie bei diesem Verschluss mit dem Luftstrom umgegangen wird.
| Artikulationsart      | Beschreibung |
| --------------------- | --- |
| Plosiv                | Ein totaler oraler Verschluss, eine dichte Verengung im Mundraum, wird plötzlich gelöst.                                       |
| Frikativ              | Der Atemluftstrom wird so verengt, so dass Reibegeräusche entstehen.                                                           |
| Nasal                 | Ein gesenktes Velum und totaler oraler Verschluss führen dazu, dass der Atemluftstrom durch die Nasenhöhle strömt.             |
| Approximant (zentral) | Die Verengung ist so weit offen, so dass keine Reibegeräusche entstehen. Atemluft entweicht zentral statt an den Zungenseiten. |
| Approximant (lateral) | Die Verengung ist so weit offen, so dass keine Reibegeräusche entstehen. Atemluft entweicht an den Zungenseiten statt zentral. |
| Vibrant               | Eine schnelle Folge oraler Verschlüsse wird gelöst.                                                                            |
| Geschlagen            | Ein kurzer totaler oraler Verschluss wird einmal gelöst.                                                                       |
| Lateralfrikativ       | Eine Reibegeräusche erzeugende Enge wird zentral gebildet. Die Luft entweicht an den Zungenseiten.                             |

Eine seltene Klasse von Lauten sind Konsonanten, bei denen der Luftstrom nicht durch den aus der Lunge kommenden Atem zustande kommt, sondern durch reine Druckerzeugung im Mundraum. Dies sind die nicht-pulmonalen Konsonanten (siehe zweite Tabelle weiter unten).

## Das Inventar der Konsonanten
Abkürzungen: stl. = stimmlos, sth. = stimmhaft
| Pulmonale Konsonanten gemäß IPA (2005) | bilabial | bilabial | labio- dental | labio- dental | dental | dental | alveolar | alveolar | post- alveolar | post- alveolar | retroflex | retroflex | palatal | palatal | velar | velar | uvular | uvular | pha- ryngal | pha- ryngal | glottal | glottal |
| --- | -------- | -------- | ------------- | ------------- | ------ | ------ | -------- | -------- | -------------- | -------------- | --------- | --------- | ------- | ------- | ----- | ----- | ------ | ------ | ----------- | ----------- | ------- | ------- |
| Pulmonale Konsonanten gemäß IPA (2005) | stl.     | sth.     | stl.          | sth.          | stl.   | sth.   | stl.     | sth.     | stl.           | sth.           | stl.      | sth.      | stl.    | sth.    | stl.  | sth.  | stl.   | sth.   | stl.        | sth.        | stl.    | sth.    |
| Plosive | p        | b        |               |               |        |        | t        | d        |                |                | ʈ         | ɖ         | c       | ɟ       | k     | ɡ     | q      | ɢ      |             |             | ʔ       |         |
| Nasale |          | m        |               | ɱ             |        |        |          | n        |                |                |           | ɳ         |         | ɲ       |       | ŋ     |        | ɴ      |             |             |         |         |
| Vibranten |          | ʙ        |               |               |        |        |          | r        |                |                |           |           |         |         |       |       |        | ʀ      |             |             |         |         |
| Taps/Flaps |          |          |               | ⱱ             |        |        |          | ɾ        |                |                |           | ɽ         |         |         |       |       |        |        |             |             |         |         |
| Frikative | ɸ        | β        | f             | v             | θ      | ð      | s        | z        | ʃ              | ʒ              | ʂ         | ʐ         | ç       | ʝ       | x     | ɣ     | χ      | ʁ      | ħ           | ʕ           | h       | ɦ       |
| laterale Frikative |          |          |               |               |        |        | ɬ        | ɮ        |                |                |           |           |         |         |       |       |        |        |             |             |         |         |
| Approximanten |          |          |               | ʋ             |        |        |          | ɹ        |                |                |           | ɻ         |         | j       |       | w¹    |        |        |             |             |         |         |
| laterale Approximanten |          |          |               |               |        |        |          | l        |                |                |           | ɭ         |         | ʎ       |       | ʟ     |        |        |             |             |         |         |
| ¹Als stimmhafter velarer Approximant (Halbvokal) wurde hier die labialisierte Variante [w] eingefügt, anstatt der nicht labialisierten Variante [ɰ]. |          |          |               |               |        |        |          |          |                |                |           |           |         |         |       |       |        |        |             |             |         |         |

| Nichtpulmonale Konsonanten | Nichtpulmonale Konsonanten | bilabial | labio- dental | dental | alveolar | alveolar-lateral | alveolo- palatal | post- alveolar | retroflex | palatal | velar | uvular |
| -------------------------- | -------------------------- | -------- | ------------- | ------ | -------- | ---------------- | ---------------- | -------------- | --------- | ------- | ----- | ------ |
| Klicks                     | Klicks                     | ʘ        |               | ǀ      | ǃ        | ǁ                | ǂ                |                | 𝼊         |         |       |        |
| Implosive                  | Implosive                  | ɓ        |               |        | ɗ        |                  |                  |                | ᶑ         | ʄ       | ɠ     | ʛ      |
| Ejektive                   | Ejektive Plosive           | pʼ       |               | t̪ʼ     | tʼ       |                  |                  |                | ʈʼ        | cʼ      | kʼ    | qʼ     |
| Ejektive                   | Ejektive Frikative         | ɸʼ       | fʼ            | θʼ     | sʼ       | ɬʼ               | ɕʼ               | ʃʼ             | ʂʼ        | çʼ      | xʼ    | χʼ     |
| Ejektive                   | Ejektive Affrikaten        |          |               | t͡θʼ    | t͡sʼ      | t͡ɬʼ              | t͡ɕʼ              | t͡ʃʼ            | ʈ͡ʂʼ       | c͡çʼ     | k͡xʼ   | q͡χʼ    |

## Konsonanten im Deutschen
Die deutsche Sprache umfasst folgende Konsonanten:
| IPA- Zeichen       | Beispiel    | Artikulations- ort | Artikulations- art    | Stimm- beteiligung |
| ------------------ | ----------- | ------------------ | --------------------- | ------------------ |
| [p] - ▶ⓘ           | Papier      | bilabial           | Plosiv                | stimmlos           |
| [b] - ▶ⓘ           | aber        | bilabial           | Plosiv                | stimmhaft          |
| [m] - ▶ⓘ           | Mutter      | bilabial           | Nasal                 | stimmhaft          |
| [f] - ▶ⓘ           | Eifer       | labiodental        | Frikativ              | stimmlos           |
| [v] - ▶ⓘ           | Wasser      | labiodental        | Frikativ              | stimmhaft          |
| [t] - ▶ⓘ           | Auto        | alveolar           | Plosiv                | stimmlos           |
| [s] - ▶ⓘ           | Kuss        | alveolar           | Frikativ              | stimmlos           |
| [d] - ▶ⓘ           | du          | alveolar           | Plosiv                | stimmhaft          |
| [n] - ▶ⓘ           | nein        | alveolar           | Nasal                 | stimmhaft          |
| [z] - ▶ⓘ           | Sohn        | alveolar           | Frikativ              | stimmhaft          |
| [l] - ▶ⓘ           | Liebe       | alveolar           | lateraler Approximant | stimmhaft          |
| [ʃ] - ▶ⓘ           | schön       | postalveolar       | Frikativ              | stimmlos           |
| [ç] - ▶ⓘ           | ich Mädchen | palatal            | Frikativ              | stimmlos           |
| [j] - ▶ⓘ           | ja          | palatal            | Approximant           | stimmhaft          |
| [k] - ▶ⓘ           | Kind        | velar              | Plosiv                | stimmlos           |
| [x] - ▶ⓘ/ [χ] - ▶ⓘ | Buch        | velar/uvular       | Frikativ              | stimmlos           |
| [ɡ] - ▶ⓘ           | gut         | velar              | Plosiv                | stimmhaft          |
| [ŋ] - ▶ⓘ           | lang        | velar              | Nasal                 | stimmhaft          |
| [ʁ] - ▶ⓘ           | rot         | uvular             | Frikativ              | stimmhaft          |
| [ʔ] - ▶ⓘ           | beachten    | glottal            | Plosiv                | stimmlos           |
| [h] - ▶ⓘ           | Hand        | glottal            | Frikativ              | stimmlos           |

Durch Fremdwörter gelangen ins Deutsche gelegentlich auch weitere Konsonanten wie z. B. [ʒ] - ▶ⓘ (Garage).

## Rolle der Konsonanten in der Silbe
Unter akustisch-auditiven Kriterien betrachtet, unterscheiden sich Konsonanten von Vokalen im Grad ihrer Sonorität. Unter Sonorität versteht man die Schallfülle, das heißt die unterschiedliche akustische Reichweite der Laute.
Jede Silbe hat als ihren Kern einen Laut, dessen Sonorität die aller seiner Nachbarlaute übertrifft. Die Laute mit maximaler Schallfülle sind die Vokale. Den Konsonanten fallen dadurch die Positionen am Rand der Silbenstruktur zu. Das heißt Konsonanten sind normalerweise keine Silbenträger.
Es gibt allerdings Ausnahmen von dieser Strukturierung: Zum einen können in Form der Approximanten eigentlich vokalähnliche Laute in konsonantischer Position am Silbenanfang vorkommen, etwa in jung (/jʊŋ/ aber phonetisch [i̯ʊŋ]). Zum anderen können relativ sonore Konsonanten wie die nasalen und lateralen Konsonanten das Sonoritätsmaximum darstellen, beispielsweise kann [n] in Matten ([matn̩]) allein den Kern der zweiten Silbe bilden.
Im Dialekt können einzelne Konsonanten gelegentlich auch die zentrale Stellung des Vokals übernehmen. Das fränkische 'schblln' kann sowohl für den Infinitiv 'spielen' als auch 'spülen' stehen. 

## Konsonantenbuchstaben
Es werden unter Konsonanten gemeinhin auch die Buchstaben verstanden, die derartige Laute repräsentieren. Um der verbreiteten Verwechslung oder Gleichsetzung von Lauten und Buchstaben vorzubeugen, ist es sinnvoll, den Begriff Konsonantenbuchstaben zu verwenden.
Im Deutschen entsprechen sie meist den Buchstaben: B, C, D, F, G, H, J, K, L, M, N, P, Q, R, S, ẞ, T, V, W, X, Z.
Sie stehen den Vokalbuchstaben (Vokalgraphemen/Kerngraphemen) A, Ä, E, I, O, Ö, U, Ü, Y gegenüber.
Deutsche Wörter mit den längsten Konsonantenbuchstabenfolgen (Wörter, die in üblichen Wörterbüchern verzeichnet sind): „Angstschweiß“ (sechs Konsonanten-Phoneme oder -Laute in Folge, die mit acht Konsonantenbuchstaben dargestellt werden) oder „Arztpraxis“ (maximal sechs (rhotisch und Z für zwei) mit fünfen). Die meisten Konsonantenbuchstaben pro Vokal im Deutschen enthält das Wort 'schnarchst' (9:1)
Schriftsysteme, die ausschließlich oder hauptsächlich aus Konsonantenbuchstaben bestehen, werden als Konsonantenschrift bezeichnet.